# Kebeleszentmárton
Kebeleszentmárton (szlovénül: Kobilje) település és egyben a Kebeleszentmárton község alapfokú közigazgatási egység székhelye Szlovéniában a Muravidéken, a Pomurska statisztikai régióban, a magyar határ mentén.

## Fekvése
Muraszombattól 20 kilométerre északnyugatra, a magyar határ mellett, a Kebele-patak partján fekszik. Szomszédai északról Szentgyörgyvölgy és Márokföld, északkeletről Nemesnép, keletről Lendvajakabfa, délkeletről Bödeháza, délről Zsitkóc (Žitkovci) és Dobronak (Dubrovnik), délnyugatról Őrszentvid (Strehovci), északnyugatról pedig Szécsiszentlászló (Motvarjevci).
Magyarországról a Zala vármegyei Nemesnép nyugati szélétől induló, a 7421-es útból nyugat felé kiágazó 74 221-es számú mellékúton érhető el, amely Szentgyörgyvölgy külterületén lépi át az országhatárt és szlovén területen 439-es útszámozással folytatódik Dobronak központjáig.

## Története
A régészeti leletek tanúsága szerint területén már a kőkorszakban is éltek emberek. Az ókorban a rómaiak telepedtek itt meg.
A mai település első említése 1271-ből származik "Terra castri Zaladiensis Kebele vocata in qua ecclesia  S. Martini esse dicitur" (a zalai várföld Kebele, ahol a Szent Mártonnak szentelt templom áll) alakban. Ebben V. István király a zalai várföldekhez tartozó Kebelét Miley-i Sidounak adja. Már ekkor említik templomát, plébániáját és bencés kolostorát is. A Kebele-patak neve már egy 1208-as oklevélben is felbukkan. Az itteni barátoknak a Bukovina-pataknál malmuk is állt. 1329-ben "Possessiones de iuxta Kebelie" néven, majd 1338-ban "Kebeleyscentmartun" néven szerepel egy oklevélben, mely megemlíti, hogy templomának falai kőből épültek. 1342-ben "Poss. Kebeleynellyk", 1381-ben "Poss. Kebelye et alia Kebelye", 1405-ben "Kebele", 1445-ben "Kebelye" néven említik.
A templom kegyurai a 14 - 15. században a lendvai Bánfy-ak voltak. 1524-ben 10 malom működött a környéken. A harmincéves háború során 1627-ben feldúlta a török, ekkor pusztult el a falu középkori temploma is. A hagyomány szerint az emberek a török közeledtét már a templom tornyából, mely a középkorban őrhelyként is működött messziről észrevették. A templom és a kolostor kincseit a harangokkal együtt még időben egy kútba rejtették el. Az idős kebeleiek még századokkal később is tudni vélték a kincsek helyét. A Kebele-patak völgyében található a Töröktemetés nevű dűlő, ahol a hagyomány szerint egy elesett híres török vezér van eltemetve. A török által elpusztított falut, melyet ekkor Kebele-pusztának hívtak csak 122 év után a 18. században a környékbeli falvakból telepítették újra. 1770-ben már 176 ember élt a településen. A lendvai uradalom urbáriuma szerint az itt termelt bort csak a gróf adhatta el. A 19. század folyamán az erdőterület fokozatosan csökkent a mezők javára. A kézművesek közül a fazekasok voltak a legjelentősebben, akik 1846-ban céhet is alapítottak itt. 1873-ban felépült a település első iskolája egyelőre még fából, majd húsz évvel később téglából építették újjá. Ekkoriban kezdték a faházakat is átépíteni téglából. Sokan a téglát helyben égették ki. 1893-ban egy Schwarz nevű lendvai zsidó ember téglagyárat épített a településen, melyben a helyiek mellett olaszok is dolgoztak. 1916-ban megkezdődött a 23,8 km hosszú erdei vasút építése Lendváig, melyen az itteni termékeket szállították.
Vályi András szerint " KEBELE. Kobile.Magyar falu. Szala Várm. földes Ura H. Eszterházy Uraság, lakosai katolikusok, fekszik Bagonyához közel, és annak filiája, határja hegyes, völgyes, és sovány, szőleje középszerű, piatzozása távol esik."
Fényes Elek szerint " Kebele, magyar falu, Zala vmegyében, az alsó-lendvai uradalomban, 500 kath. lakossal. Itt sok varganya terem."
1910-ben 1109 lakosának 95%-a magyar volt. Közigazgatásilag Zala vármegye Alsólendvai járásának része volt. 1919-ben a Szerb–Horvát–Szlovén Királysághoz csatolták, ami tíz évvel később vette fel a Jugoszlávia nevet. 1941-ben a Muramentét a magyar hadsereg visszafoglalta és 1945-ig ismét Magyarország része volt, majd a második világháború befejezése után ismét jugoszláv kézbe került. 1991 óta a független Szlovén Köztársaság része. 2002-ben 570 lakosa volt, melyből már csak 11 fő vallotta magát magyarnak.

## Nevezetességei
- A falu Szent Márton tiszteletére szentelt plébániatemplomát 1925-ben építették.
- A Szent Márton tiszteletére épült középkori templom a falu határában, a szőlőhegyen a mai Mária-kápolna közelében állt. A régi templomra tábla emlékeztet.
- Szent Márton alakja fedezhető fel egy, a templom közelében álló, az 1800-as évek elején készült képoszlopon is, melyet szintén a régi templom emlékére állítottak.
- Szűz Mária a Béke Királynője tiszteletére szentelt kápolnája a szőlőhegyen áll.
- A település közepén hatalmas, öreg barkócafa és egy mellszobor áll.
- Itt található a környék legidősebb, kb. 200 éves berkenyefája.
- Töröktemetés-dűlőben, a hagyomány szerint egy híres török vezér van eltemetve.
- A múlt kulturális örökségét múzeum őrzi. Emellett teleház és információs hivatal is működik a községben.